# 野口百合
野口百合（日语： Noguchi Yuri，1992年12月24日—）是一名日本女性聲優。埼玉縣出身。青二Production所屬。

## 人物经历
- 高中在校时看了动画《网球王子》的重播后萌生了做声优的志向[1]，从Amusement Media综合学院（日语：アミューズメントメディア総合学院）毕业后进入青二Production事务所。[2]
- 有英语技能检定3级资格以及驾照，兴趣是一个人唱卡拉OK，特技是模仿和变脸。[2]
- 昵称是。
- 学生时期的朋友是朝井彩加[3]，与其同期进入事务所的是高桥花林和下地紫野[4]。

## 出演作品
※粗體字為主要角色

### 电视动画
2015年
- 偶像大师 灰姑娘女孩（及川雫）
- 电波教师（操作员）
- 境界触发者（照屋文香、队员）
- 名侦探柯南（同事）
- 摇曳百合 3☆Hi!（店员的祖母）
- 樱桃小丸子（晴子、行人）

2016年
- 七龍珠超（妖精、店员）
- ONE PIECE（女海贼）
- 灵剑山 群星之宴（华芸）
- 我太受欢迎了该怎么办（卖家）
- 美少女战士Crystal（女学生、店员）
- 超心动！文艺复兴（女学生）

2017年
- 正确的卡多（国家安全保障局同事、报道阵）
- 偶像大师 灰姑娘女孩剧场（及川雫）

2018年
- 三丽鸥男子（女孩子）
- 鬼太郎（第6作）（正志）
- RELEASE THE SPYCE（石川五惠[5]）

2020年
- 貓娘樂園（桂[6]）
- 我的英雄學院 第4期（棘池築稚）

2021年
- 賽馬娘 Pretty Derby Season 2（目白善信）
- 境界觸發者 2nd Season（照屋文香）
- D_CIDE TRAUMEREI THE ANIMATION（少女）
- 境界觸發者 3rd Season（照屋文香）

2023年
- 萊莎的鍊金工房 ～常闇女王與秘密藏身處～（萊莎琳·斯托特[7]）

2024年
- JOCHUM（ピーハイ[8]）
- 未來的黑幕系反派千金莫里亞蒂的異世界完全犯罪白書（雪莉·莫里亞蒂[9]）

### 劇場版動畫
2014年
- 《樂園追放 -Expelled from Paradise-》（操作員）

2016年
- 《從好久以前就喜歡你。～告白實行委員會～》
- 《喜歡上你的那瞬間。～告白實行委員會～》
- 《風之又三郎》（サチ）
- 《ONE PIECE FILM GOLD》

2017年
- 《春宵苦短，少女前進吧！》（女學生）

2019年
- 《我的英雄學院劇場版：英雄新世紀》

### 網路動畫
2015年
- 《聖鬥士星矢 黃金魂 -soul of gold-》（弟）

2019年
- 《灰姑娘女孩周二劇場》（及川雫）

### 游戏
2015年
- 《偶像大师 灰姑娘女孩》（及川雫）
- 《偶像大师 灰姑娘女孩 星光舞台》（及川雫）
- 《动物朋友》
- 《第3次超级机器人大战Z》（柏叶真纪）

2016年
- 《WORLD END ECLIPSE（日语：ワールド エンド エクリプス）》

2017年
- 《超级机器人大战V》（一般兵）
- 《异度神剑2》

2018年
- 《超级机器人大战X》（一般兵）
- 《超级机器人大战X-Ω（日语：スーパーロボット大戦X-Ω）》（エーメル・エルキン）

2019年
- 《超级机器人大战T》（一般兵）
- 《萊莎的鍊金工房～常闇女王與秘密藏身處～》（萊莎琳•斯托特（萊莎））

2020年
- 《Crash Fever》（莫德烈）
- 《萊莎的鍊金工房2 ～失落傳說與秘密妖精～》（萊莎琳•斯托特（萊莎））

2022年
- 《碧藍航線》（萊莎琳•斯托特（萊莎））[a][10]

2023年
- 《萊莎的鍊金工房3 ～終結之煉金術士與秘密鑰匙～》（萊莎琳•斯托特（萊莎））

### Drama CD
- 《Off the record TIME（日语：おふれこタイムス）》（中园露比）

## 音乐作品

### 角色歌
| 发售日期 | 商品名称                                                                      | 演唱 | 歌名                                            | 备注                                        |
| 2017年   | 2017年                                                                        | 2017年 | 2017年                                          | 2017年                                      |
| -------- | ----------------------------------------------------------------------------- | --- | ----------------------------------------------- | ------------------------------------------- |
| 4月19日  | THE IDOLM@STER CINDERELLA GIRLS STARLIGHT MASTER 10 Jet to the Future         | 日野茜（赤崎千夏）、高森蓝子（金子有希）、及川雫（野口百合）、胁山珠美（嘉山未纱）、道明寺歌铃（新田日和）   | Flip Flop                                       | 游戏《偶像大师 灰姑娘女孩 星光舞台》关联曲  |
| 9月13日  | THE IDOLM@STER CINDERELLA GIRLS STARLIGHT MASTER 13 Sweet Witches' Night 〜〜 | 三村加奈子（大坪由佳）、十时爱梨（原田瞳）、森久保乃乃（高桥花林）、椎名法子（都丸千代）、及川雫（野口百合） | 「Sweet Witches' Night 〜〜（M@STER VERSION）」 | 游戏《偶像大师 灰姑娘女孩 星光舞台》关联曲  |
| 2018年   |                                                                               | |                                                 |                                             |
| 1月10日  | THE IDOLM@STER CINDERELLA GIRLS LITTLE STARS! Snow＊Love                      | 市原仁奈（久野美咲）、及川雫（野口百合）、大槻唯（山下七海）、高森蓝子（金子有希）、依田芳乃（高田忧希）     | Snow＊Love                                      | 电视动画《偶像大师 灰姑娘女孩剧场版》片尾曲 |

## 註記
1. ↑  是為碧藍航線與萊莎2 3聯動角色